# Вентил
Вентил је уређај који регулише проток течности или гасова. Ради тако што делимично или потпуно затвара пролаз кроз цев. Постоје разне конструкције за различите примене.
Уз то, постоје и такозвани контролни вентили, који се не активирају ручно, већ акцијом контролног система, обично електричном струјом, пнеуматским или хидрауличким системом.
Сигурносни вентил је посебна врста вентила. Његова намена је да спречи експлозију котла ако притисак паре или другог медијума пређе одређени ниво. Налазе се по пропису на свим уређајима са гасовима и течностима под повишеном температуром и/или притиском. У кући се може наћи у бојлеру, на пример. При превеликом притиску се сам отвара, чиме притисак паре котла пада на дозвољени ниво, а сигурносни вентил се тада поновно сам затвара.
Вентили су изузетно чести. У кућама се налазе на славинама за воду, у водокотлићима, радијаторима, боцама за плин, и другде.

## Типови вентила
Могу се класификовати на разне начине. Основни типови вентила су вентили са:
- диском
- вратима
- чепом
- дијафрагмом
- лоптом
- иглом
- неповратни вентил
- лептир-вентил

По начину покретања вентили могу бити:
- ручно покретани
- електрично покретани (са соленоидом)
- хидраулички
- пнеуматички (пнеуматски)

## Делови вентила
Основни делови су:
- тело или кућиште вентила,
- улаз(и) и излаз(и), који допуштају улаз и излаз медијуму чији проток се контролише,
- прекидач тока (ротор, диск, кугла, врата...), који препречава и омогућује проток медијума,
- седиште, које са прекидачем тока образује непропусан спој при затвореном стању. Може бити интегрисано са телом,
- покретач, којим се ручно или индиректно покреће прекидач тока.